# La Esmeralda (Arauca)
La Esmeralda es un centro poblado perteneciente a la jurisdicción del municipio de Arauquita, en el departamento colombiano de Arauca. Ubicado en la vía que desde ese municipio conduce con Saravena. 
En este centro poblado se desarrollan principalmente la ganadería y los cultivos de arroz,yuca, plátano y maíz .
- Datos: Q10867380